# Wirtualna kasa fiskalna
Wirtualna kasa fiskalna – rodzaj kasy fiskalnej w formie oprogramowania lub aplikacji mobilnej, służąca do ewidencji sprzedaży na rzecz osób fizycznych, nieprowadzących działalności gospodarczej oraz rolników ryczałtowych. 

## Podstawa prawna
Możliwość ich stosowania od 1 czerwca 2020 roku została wprowadzona na mocy rozporządzenia Ministra Finansów w sprawie kas rejestrujących mających postać oprogramowania oraz rozporządzenia Ministra Finansów w sprawie grupy podatników lub rodzajów czynności, w odniesieniu do których możliwe jest używanie kas rejestrujących mających postać oprogramowania. 
Podmioty uprawnione do stosowania wirtualnych kas fiskalnych dotyczą branży transportowej, hotelarskiej i gastronomicznej. W rozporządzeniu zostały dodatkowo uwzględnione przedsiębiorstwa z zakresu sprzedaży węgla, brykietu i podobnych paliw stałych, wytwarzanych z węgla, węgla brunatnego, koksu i półkoksu przeznaczonych do celów opałowych.

## Stosowanie wirtualnych kas fiskalnych
Dla zapewnienia bezpieczeństwa stosowania wirtualnych kas fiskalnych uruchomiony został system certyfikacji, podobnie jak w przypadku tradycyjnych kas fiskalnych. Certyfikat na konkretny produkt wydawany jest przez Prezesa Głównego Urzędu Miar na okres 10 lat. Prowadzanie ewidencji sprzedaży za pomocą kasy wirtualnej możliwe jest jedynie w przypadku zakupienia certyfikowanego oprogramowania.
Główną cechą charakterystyczną dla wirtualnych kas, jest administracyjna możliwość bezpośredniej kontroli nad ewidencją danego podmiotu w rzeczywistym czasie prowadzenia sprzedaży. Oznacza to zwiększoną kontrolę Krajowej Administracji Skarbowej nad poczynaniami skarbowymi podległych jej podmiotów.